# Fortalesa digital
Fortalesa digital (Digital Fortress, originalment en anglès) és la primera novel·la de l'escriptor nord-americà i Best-seller internacional, Dan Brown, publicada originalment en anglès l'any 1998.

## Argument
Susan Fletcher, una de les millors criptògrafes de l'agència del govern NSA (Agència de Seguretat Nacional) no pot donar crèdit al que escolta quan, el seu cap, el sotsdirector i comandant de l'agència, la informa que han interceptat un codi que ni tan sols el superordinador més gran mai construït pot desxifrar. L'única pista per a trencar el letal codi sembla estar oculta al cadàver d'un home que ha mort a Espanya, on ha sigut enviat en David Becker, el promès de Susan. Mentre aquest intenta trobar la clau i sobreviure a la persecució d'un metòdic i expert assassí a sou als carrers de Sevilla. Susan s'enfrontarà al seu propi drama a les instal·lacions de màxima seguretat de la NSA.
La Fortalesa Digital és un exemple d'una obra de suspens que transmet als lectores una sensació de misteri, angoixa o fins i tot inclús temor.

## Personatges

### Susan Fletcher
Cap del Departament de Criptografia de la NSA, té un màster en matemàtiques de la Universitat Johns Hopkins, a més d'haver estudiat Teoria de nombres en el MIT (Institut Tecnològic de Massachusetts); la tesi doctoral va ésser: «Mètodes criptogràfics, protocols i algoritmes per a aplicacions manuals».
«... Les seves galtes exhibien una frescor rubicunda, i el pèl castany vermellós, llarg fins a les espatlles ...».
«... Els seus atributs femenins havien pres el seu temps per desenvolupar-se. Llargaruda i desmanyotada, amb corrector dental al final de l'adolescència ... ».
«... Delicats trets europeus i dolços ulls castanys ... havia desenvolupat una exquisida esveltesa, amb pits turgents i voluminosos i abdomen llis i dur com un cant.»

### David Becker
Professor d'idiomes de la Universitat de Georgetown, i promès de Susan Fletcher. Té un modest sou, per la qual cosa augmenta els seus ingressos fent traduccions per a organismes governamentals. Va ser ascendit al Departament d'Idiomes Moderns sis mesos després de demanar-li matrimoni a Susan.
«... Metre vuitanta d'alçada ... es movia a la pista d'esquaix amb més rapidesa que qualsevol dels seus col·legues ...».
«... Memòria fotogràfica innata i passió pels idiomes, dominava sis dialectes asiàtics, a més de l'espanyol, francès i italià ...».
«... Bru i robust, tenia trenta-cinc juvenils anys, penetrants ulls verds i enginy sense igual. La seva mandíbula ferma i faccions ben dibuixades ... ».

### Trevor Strathmore
Subdirector de la NSA i cap de la secció de criptografia d'aquesta.
«... Tenia cinquanta-sis anys ... ».

### Ensei Tankado
La seva mare va morir quan el va donar a llum degudes les complicacions provocades per un enverinament radioactiu produït per la radiació dels bombardejos atòmics sobre Hiroshima el 1945. Va néixer amb deformitats però això no li va impedir destacar amb la informàtica i els ordinadors. Va treballar per la NSA, però va abandonar l'agència per desacords amb aquesta, per la seva disconformitat d'evitar la privacitat dels ciutadans dels Estats Units.

### Greg Hale
Criptògraf de la NSA.
«Alt i musculós, d'espesa cabellera rossa i clotet a la barbeta. Era sorollós i vestia amb una elegància exagerada ... a més de sentir atracció cap a Susan Fletcher ».

### Leland Fontaine
Primer director negre de la NSA.
«Un home corpulent de seixanta-tres anys, tallat de cabells militar i semblant sever. Quan estava irritat, els seus ulls negres semblaven carbons ».

### Midge Milken
Analista de seguritat de la NSA i del banc de dades d'aquesta.
«Seixanta anys, una mica de sobrepès. Coqueta consumada i casada en tres ocasions,... Era penetrant, intuïtiva, treballava fins hores intempestives i es rumorejava que sabia més del funcionament de la NSA que el mateix Déu».

### «Hulohot»
El mercenari sord d'origen portuguès que persegueix a David Becker pels carrers de Sevilla.
Assassí d'Ensei Tankado i d'altres personatges més que influeixen en el desenvolupament de la història.

### Txad Brinkerhoff
Ajudant personal del director de la NSA, Leland Fontaine.
«... De quaranta-cinc anys, Txad Brinkerhoff era un home alegre, ben vestit i ben informat ... tenia els cabells rossos i abundants, i mai s'havia sotmès a implants capil·lars. El blau brillant dels seus ulls era magnificat de manera subtil pel miracle de les lents de contacte tintades ».

### Phil Chartrukian
Jove tècnic de Sys-Sec.
«Només tenia vint-anys i era relativament nou a Sys-Sec».

### Tokugen Numataka
Empresari japonès, president de Numacorp. i pare en Ensei Tankado, com es mostra a l'epíleg.

### «Jabba»
Cap de tècnics de Sys-Sec.
«Semblava un gegantesc capgròs. Igual que la criatura cinematogràfica de la qual havia rebut el malnom, el crani calb de l'home era com una bola de billar ... ». La criatura en qüestió és Jabba the Hutt, personatge de Star Wars; es desconeix el seu veritable nom.

### Altres personatges
- Morante: criptògraf de la NSA.

- Frank Gutmann: professor de col·legi de Susan, va ésser el que va iniciar l'amor d'ella per la criptografia al regalar-li un poema codificat.

## Contraportada
| «                                 | Pot existir un codi indesxifrable? En un món en què la informació ho és tot, una simple paraula es converteix en l'arma més poderosa. Susan Fletcher, la criptògrafa estrella de la ultra-secreta Agència de Seguretat Nacional (NSA) no pot donar crèdit a les seves oïdes quan el seu cap, el director de l'Agència, li informa que han interceptat un codi que ni tan sols la major supercomputadora mai construïda pot desxifrar. L'única pista per trencar el letal codi sembla estar oculta en el cadàver d'un home que ha mort a Espanya, on ha estat enviat David Becker, el promès de Susan. Mentre aquest intenta trobar la clau i sobreviure a la persecució d'un metòdic i implacable assassí a sou als carrers de Sevilla, Susan s'enfrontarà al seu propi drama en les instal·lacions de màxima seguretat de la NSA, durant una llarga nit en què la mentida i l'assassinat aguaiten després de cada porta. | » |
| — Dan Brown, La fortalesa digital | |   |

## Codi final i resolució del mateix
Després de finalitzar el llibre apareix imprès el següent codi: 128, 10, 93, 85, 10, 128, 98, 112, 6, 25, 126, 39, 1, 68, 78. Per resoldre-només hem d'anotar la primera lletra del capítol corresponent a cada nombre (en l'edició en anglès es forma la frase: «We are watching you», que significa 't'estem mirant', referit al lema de la NSA que ho controla tot).
- Nota: en la versió en castellà el codi funciona només si es tradueix a l'anglès la primera paraula de cada capítol.

## Crítiques a Espanya
Aquesta novel·la ha estat criticada per cometre una sèrie d'errors en l'ambientació i en la descripció de la ciutat Sevilla, a més d'oferir una imatge tercermundista d'Espanya. Per exemple, es diu que el suc de nabius és «typical spanish» ('típicament espanyol'), que la policia espanyola és fàcilment subornable, que els hospitals sevillans fan olor d'orina i els malalts estan en catres en comptes d'en llits, que a La Giralda es puja per escales en comptes de per rampes, que l'ajuntament de la ciutat es troba a la Plaça d'Espanya, etc. A tall d'exemple, en cert punt de la trama s'afirma que «Un pulmó perforat era mortal; potser no en països on la medicina estava més avançada. Però a Espanya era fatal».
A més, tots els personatges espanyols que apareixen en el llibre són maleducats i tracten a un dels personatges principals de manera poc correcta i poc menys que grollera, donant a entendre que el ciutadà mitjà espanyol és així. Com a exemple: l'únic que tracta cortesament a un dels personatges principals resulta ser homosexual («tractava de lligar amb ell») i té tractes il·legals amb una agència de prostitució.
En l'edició per a Espanya, Dan Brown afirma que va estar un any a estudiant a la Universitat de Sevilla. No obstant això, aquesta institució afirma que Dan Brown no figura en cap registre i que, si va estar en aquesta universitat, va ser per ventura en algun curs d'estiu.